# Gorna Grasjtitsa
Gorna Grasjtitsa (bulgariska: Горна Гращица) är ett distrikt i Bulgarien.   Det ligger i kommunen obsjtina Kjustendil och regionen Kjustendil, i den västra delen av landet, 60 km sydväst om huvudstaden Sofia.
Trakten runt Gorna Grasjtitsa består i huvudsak av gräsmarker. Runt Gorna Grasjtitsa är det glesbefolkat, med 8 invånare per kvadratkilometer.